# Josep Henríquez i Brito
Josep Henríquez i Brito (* 1951 in Barcelona) ist ein spanischer klassischer Gitarrist, Gitarrenlehrer, Komponist und Gitarrenbauer. Henríquez spielt häufig auf einer speziellen von ihm entworfenen acht-saitigen Gitarre.

## Leben und Werk
Henríquez studierte Gitarre am Conservatori de Música de Barcelona und erwarb sich dort 1977 mit Auszeichnung sein Diplom. Dort war er Schüler von Gracià Tarragó und Eduardo Sainz de la Maza. Er gibt seit fast fünf Jahrzehnten weltweit klassische Gitarrenkonzerte. Von 1971 bis 1976 war er Mitglied des Quartet Tarragó. In den letzten Jahren tritt er zusammen mit seinem Sohn Patrick (E-Gitarre) als Gitarrenduo von klassischer und E-Gitarre auf.
Henríquez hat insgesamt fünf Tonträger eingespielt, zwei davon als Mitglied des Quartet Tarragó, darüber hinaus zwei CDs mit Gitarrenkonzerten (unter anderem die CD Música catalana per a guitarra) und eine CD zusammen als Mitglied des Dúo Eurasia zusammen mit seiner chinesischen Schülerin Hang Nguyen.
Als Musikpädagoge unterrichtete Henríquez 1981 am Music and Arts Institute of San Francisco in Kalifornien. Von 1982 bis 2013 wirkte er als Dozent für Gitarre am Conservatorio de Música de Granollers (Provinz Barcelona). Auf Einladung der spanischen Regierung gründete er in Peking die Aula de Guitarra Andrés Segovia am Zentralen Musikkonservatorium von Peking. Henríquez gab und gibt Meisterkurse an Universitäten, Musikkonservatorien und auf Gitarrenfestivals. Er wirkt als Gitarrenlehrer am Shanghai Institute of Visual Arts (SIVA).
1993 stieg Henríquez unter Anleitung durch den Gitarristen und Gitarrenbauer Antonio Picado in den Gitarrenbau ein. Er richtete sich hierfür eine Werkstatt in Sant Antoni de Vilamajor (Provinz Barcelona) ein. Hier fertigt er auf Bestellung klassische oder Flamenco-Gitarren.